# Битва под Колашином (1858)
Битва под Колашином (Bitka Kod Kolašina) — сражение, состоявшееся 28 июля 1858 между Княжеством Черногория и Османской империей около Колашина.
Черногорская армия состояла из 5000 мужчин из Васоевичей, Морачи, Ровци, Дробнячи, Ускочи и Кучи.
Черногорская армия сожгла все турецкие катуны на горе Синяевина и разрушили деревни Требалево, Липово и Штирарица.
Нападение на Колашин вызвало многочисленные политические проблемы и дипломатические осложнения, которые позже стали известны как «Колашинская афера» (Kolašinska afera). Разногласия были отложены с вовлечением дипломатических представителей великих держав, которые проявили большой интерес к ситуации, происходящей на Балканах.